# Aeroportul Rankin Inlet
Aeroportul Rankin Inlet (IATA: YRT, ICAO: CYRT) este un aeroport din Rankin Inlet⁠(d), Nunavut, Canada ce deservește zona Rankin Inlet⁠(d). Aeroportul a fost tranzitat în 2021 de 91.939 de pasageri. A fost numit după zona deservită.
Situat la o altitudine de 32 m, aeroportul dispune de o singură pistă.